# Is It a Crime?
Singles de Sade
The Sweetest Taboo
(1985) Never as Good as the First Time
(1986)
Clip vidéo
[vidéo] « Is It A Crime », sur YouTube
Is It a Crime?  est une chanson du groupe britannique Sade, extrait de leur deuxième album studio Promise (1985). Elle est écrite par Sade Adu, Andrew Hale et Stuart Matthewman et produite par Robin Millar. La chanson est sortie en décembre 1985 chez Epic Records en tant que deuxième single de l'album,. 

## Composition et thème
Musicalement, Is It a Crime? (« est-ce un crime ? », en anglais) est une chanson smooth jazz, soul quiet storm et sophisti-pop,. 
Sade Adu écrit et compose la chanson dans la continuité du style de son œuvre, en collaboration pour la musique avec les musiciens de son groupe Andrew Hale et Stuart Matthewman, sur le thème de la suite de son « histoire d'amour tabou » de son précédent single du même album The Sweetest Taboo (le plus doux des tabou) « Ça peut paraître surprenant, mais tu me manques, je pourrais penser à tous tes mensonges, mais tu me manques encore, est-ce un crime que je te désire encore, et que je désire que tu me désires aussi, mon amour est plus important que le lac Victoria, mon amour est plus grand que l'Empire State Building, il plonge il saute et il ondule comme l'océan le plus profond, je ne peux pas te donner plus que ça, tu dois surement vouloir que je revienne...  »

## Clip vidéo
Dans le clip du réalisateur Brian Ward (également réalisateur des deux autres clips The Sweetest Taboo et Never as Good as the First Time du même album) Sade Adu chante sa chanson avec son groupe dans le même loft-studio que son précédent clip The Sweetest Taboo (le plus doux des tabou). Elle quitte et fuie l'homme qu'elle aime de son histoire d'amour conflictuelle et tabou précédente, qu'elle a peur de perdre tout en l'accusant de menteur beau parleur volage (comme elle l'explique dans sa chanson Mr. Wrong de l'album) alors qu'il vient la retrouver en taxi...   

## Crédits
Sade
- Sade Adu : chant
- Andrew Hale : synthétiseur
- Paul Denman (en) : guitare basse
- Stuart Matthewman : guitare, saxophone
- Dave Early (en) :  batterie, percussions

Musiciens additionnels
- Martin Ditcham (en) : batterie, percussion
- Pete Beachill : trombone
- Terry Bailey : trompette

## Classements hebdomadaires
| Classement (1986)                      | Meilleure position |
| -------------------------------------- | ------------------ |
| Allemagne de l'Ouest (Media Control)   | 57                 |
| Belgique (Flandre Ultratop 50 Singles) | 28                 |
| Canada (Top Singles)                   | 90                 |
| États-Unis (Adult Contemporary)        | 32                 |
| États-Unis (Hot Black Singles)         | 55                 |
| Finlande (Suomen virallinen lista)     | 17                 |
| France (SNEP)                          | 46                 |
| Irlande (IRMA)                         | 21                 |
| Pays-Bas (Nederlandse Top 40)          | 32                 |
| Pays-Bas (Single Top 100)              | 24                 |
| Royaume-Uni (UK Singles Chart)         | 49                 |
| Suisse (Schweizer Hitparade)           | 30                 |